# Friedrich Hetling

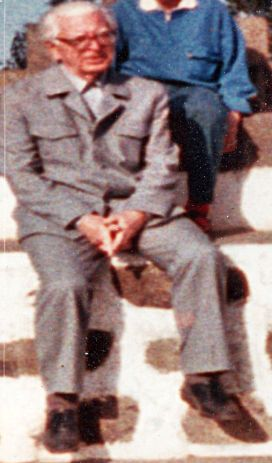
Friedrich Hetling

Friedrich Hetling (* 21. August 1906 in Osnabrück; † 14. Mai 1987 ebenda) war ein deutscher Politiker (SPD).
Hetling besuchte die Realschule in Osnabrück und begann ein Studium der Nationalökonomie und Soziologie an der Westfälischen Wilhelms-Universität in Münster sowie in Wien. Bereits seit 1924 war er Mitglied der Freien Gewerkschaft und wurde im gleichen Jahr Mitglied der Sozialistischen Arbeiterjugend sowie der SPD. Bis ins Jahr 1944 war er als kaufmännischer Angestellter in Hirschberg im Riesengebirge beschäftigt und geriet in sowjetische Kriegsgefangenschaft, aus der er 1946 entlassen wurde.
Hetling wurde in der ersten Wahlperiode zum Mitglied des Niedersächsischen Landtages vom 20. April 1947 bis 30. April 1951 gewählt.

## Quelle
- Barbara Simon: Abgeordnete in Niedersachsen 1946–1994. Biographisches Handbuch. Hrsg. vom Präsidenten des Niedersächsischen Landtages. Niedersächsischer Landtag, Hannover 1996, S. 160.

| Personendaten    | Personendaten                  |
| ---------------- | ------------------------------ |
| NAME             | Hetling, Friedrich             |
| KURZBESCHREIBUNG | deutscher Politiker (SPD), MdL |
| GEBURTSDATUM     | 21. August 1906                |
| GEBURTSORT       | Osnabrück                      |
| STERBEDATUM      | 14. Mai 1987                   |
| STERBEORT        | Osnabrück                      |